# Bandar-e Homeini
Bandar-e Homeini (perz. بندرامام خميني) je grad u Iranu odnosno jugozapadnoj pokrajini Huzestan. Izgrađen je kroz 20. stoljeće kao velika luka u cilju rasterećivanja prometa u regiji bogatoj naftom. Prvotno je nosio ime Bandar-e Šahpur, no nakon revolucije iz 1979. godine preimenovan je prema Ruholahu Homeiniju. S 35,857.000 tona ostvarenog prometa u 2010. godini, Bandar-e Homeini je druga najprometnija luka Irana odnosno četvrta u Perzijskom zaljevu. Prema popisu stanovništva iz 2006. godine u Bandar-e Homeiniju je živjelo 67.467 ljudi.

## Poveznice
- Bandar-e Mahšaher
- Abadan